# Epipagis zinghalis
Epipagis zinghalis is een vlinder uit de familie van de grasmotten (Crambidae), uit de onderfamilie van de Spilomelinae. De wetenschappelijke naam van deze soort is voor het eerst voorgesteld als Samea zinghalis door Francis Walker in een publicatie uit 1859.
De soort komt voor in Costa Rica en Venezuela.